# Парк культуры (станция метро, Нижний Новгород)
«Парк культу́ры» — 10-я станция Нижегородского метрополитена. Конечная на Автозаводской линии. Расположена между действующей станцией «Кировская» и перспективной «Мончегорская».

## Расположение
Станция расположена в Автозаводском районе в микрорайоне «Соцгород-7». Название станция получила по расположенному рядом Автозаводскому парку культуры и отдыха.

## История
В проекте и при строительстве имела название «Ждановская» (по прежнему названию Молодёжного проспекта).
Решение о продлении Автозаводской линии от строившейся в то время станции «Комсомольская» до Дворца культуры ГАЗ (участок в 2,3 км) принято в марте 1981 года, тогда же разработано технико-экономическое обоснование. Проект участка со станциями «Кировская» и «Ждановская» разработан институтом «Горьковметропроект» в ноябре 1982 года, а документация на архитектурно-конструкторскую часть собственно станции «Ждановская» разработана тем же институтом к декабрю 1986 года.
21 июля 1988 года строящаяся станция «Ждановская» переименована в «Парк культуры». Движение до станции «Парк культуры» было открыто 15 ноября 1989 в составе третьего пускового участка Автозаводской линии Нижегородского метрополитена «Комсомольская — Парк культуры». Однако уже 18 ноября произошёл прорыв грунта, что привело вначале к ограничению движения, а потом и к временному закрытию участка «Комсомольская» — «Парк культуры».
В июле 1990 года было принято технико-экономическое обоснование продления линии от «Парка культуры» до проектируемой станции «Юго-Западная», однако оно так и не было реализовано.
В ноябре 2012 года на станции снимался эпизод фанатской драки в метро из фильма «Околофутбола», действие которого по сюжету происходит на московской станции «Коньково».

## Характеристика
Станция односводчатая мелкого заложения. Имеет два подземных вестибюля.

## Архитектура и оформление
Архитектор станции — С. М. Яшин. Побелённый свод украшен массивными люстрами с лампами, изначально натриевыми (оранжевого света). Тема парка отражена в двух флорентийских мозаиках, которые расположены при входах на станцию: одна изображает беседку с колоннами на озере, а другая — цветочную композицию.
В 2013 году оранжевые лампы были заменены на «холодные» белые.
В 2014 году на станции были заменены интервальные часы. Новые интервальные часы такого же размера, как на «Буревестнике», и могут измерять интервал до 19 минут 59 секунд, в то время, как старые часы могли измерять интервал только до 9 минут 59 секунд.

## Расположенные у метро объекты
- Автозаводский парк культуры
- Дворец культуры автозавода
- Кинотеатр «Мир»
- Автозаводский универмаг
- Торговый центр «Парк Авеню»
- Торговый центр «Звезда»
- Торговый центр «Автозаводец»
- Гостиница «Автозаводская»

## Привязка общественного транспорта
Ввиду того, что станция конечная на южном участке Автозаводской линии, она используется для пересадки на автобусы, троллейбусы, трамваи и маршрутные такси, следующие в микрорайон Юг, Соцгород, посёлки Стригино, Гнилицы, Гавриловка, и в аэропорт.
Возле станции «Парк культуры» проходит несколько маршрутов городского общественного транспорта:

### Автобусные маршруты
| №  | Пересадки                                                                                   | Конечный пункт 1            | Следует по улицам | Конечный пункт 2       |
| -- | ------------------------------------------------------------------------------------------- | --------------------------- | --- | ---------------------- |
| э4 | Счастливая                                                                                  | Соцгород-2                  | ул. Бориса Видяева, ул. Минеева, ул. Лескова, пл. Киселёва, пр. Октября, ул. Раевского, ул. Плотникова, ул. Краснодонцев, ул. Комсомольская (обратно — пр. Октября, пл. Киселёва, ул. Лескова, ул. Минеева, ул. Видяева) | ЖК «Торпедо»           |
| 11 | Н. Новгород-Стригино                                                                        | Улица Дружаева              | ул. Львовская, пр. Бусыгина, ул. Дьяконова, пр. Октября, пл. Киселёва, ул. Веденяпина, Южное шоссе, ул. Гайдара, ул. Ореховская, ул. Безводная | Стригино               |
| 20 | Пролетарская Автозаводская Комсомольская Кировская Н. Новгород-Стригино                     | Улица Деловая               | ул. Родионова, ул. Бринского, ул. Н. Сусловой, ул. Ванеева, ул. Белинского, пл. Лядова, пл. Комсомольская, ул. Молитовская, ул. Голубева, пер. Вайгач, ул. Баумана, ул. Памирская, ул. Г. Успенского, ул. Нахимова, пр. Ленина, пл. Киселёва, ул. Веденяпина, ул. Лескова, ул. Я. Купалы, ул. Коломенская, ул. Минеева, ул. Патриотов, ул. Ореховская, ул. Безводная | Стригино               |
| 31 | Пролетарская Автозаводская Комсомольская Кировская                                          | пос. Нагулино               | ул. Новополевая, ул. Рельсовая, ул. Ореховская, ул. Гайдара, Южное шоссе, ул. Веденяпина, пл. Киселёва, пр. Ленина, ул. Переходникова, пр. Бусыгина, ул. Ермоловой | пос. Парижской Коммуны |
| 32 | Петряевка                                                                                   | Петряевка                   | пр. Молодёжный, ул. Веденяпина, ул. Лескова, ул. Минеева, ул. Патриотов, ул. Ореховская | ЖК «Торпедо»           |
| 40 | Горьковская Заречная Двигатель Революции Пролетарская Автозаводская Комсомольская Кировская | Верхние Печёры              | Казанское шоссе, ул. Родионова, пл. Сенная, ул. Минина, пл. Минина и Пожарского, ул. Варварская, пл. Свободы, ул. Горького, пл. Горького, ул. Б. Покровская, пл. Лядова, пл. Комсомольская, пр. Ленина, ул. Веденяпина, Южное шоссе, ул. Я. Купалы, Южный бульвар | микрорайон «Юг»        |
| 50 | Н. Новгород-Стригино                                                                        | Парк Культуры               | пл. Киселёва, ул. Веденяпина, ул. Лескова, ул. Патриотов, ул. Ореховская, ул. Безводная | Стригино               |
| 56 | Варя Заречная Двигатель Революции Пролетарская Автозаводская Комсомольская Кировская        | Завод «Красное Сормово»     | ул. Коминтерна, ул. Страж Революции (назад — ул. 50 лет Победы), пр. Героев, Комсомольское шоссе, пр. Ленина, пр. Молодёжный | Стригино               |
| 63 | Пролетарская Автозаводская Комсомольская Кировская                                          | мкр. Юг                     | бульвар Южный, ул. Шнитникова, ул. Веденяпина, пл. Киселёва, пр. Ленина, Мызинский мост, пр. Гагарина, ул. 40-лет Октября, ул. Шатковская, ул. Полярная, ул. академика Сахарова, ул. Рокоссовского, ул. Ивлиева | ТЦ «Жар-Птица»         |
| 68 | Горьковская проспект Гагарина Пролетарская Автозаводская Комсомольская Кировская            | Площадь Минина и Пожарского | ул. Варварская, пл. Свободы, ул. Горького, пл. Горького, ул. Б. Покровская, пл. Лядова, пр. Гагарина, Мызинский мост, пр. Ленина, ул. Лескова, ул. Орбели | Улица Космическая      |
| 69 | Стрелка Московская Канавинская 435 км Пролетарская Счастливая                               | Стрелка                     | ул. К. Маркса, ул. С. Акимова, Московское шоссе, ул. Кузбасская, ул. Удмуртская, ул. Новикова-Прибоя, ул. Переходникова, пр. Бусыгина, ул. Дьяконова, пр. Октября, пл. Киселёва, ул. Веденяпина, Южное шоссе, ул. Я. Купалы, Южный бульвар | Улица Янки Купалы      |
| 77 | Пролетарская Автозаводская Комсомольская Кировская                                          | Автовокзал «Щербинки»       | пр. Гагарина, Мызинский мост, пр. Ленина, пл. Киселёва, ул. Веденяпина, Южное шоссе, ул. Янки Купалы, ул. Коломенская, ул. Мончегорская, ул. Космическая | Улица Космическая      |
| 84 | Петряевка Доскино                                                                           | Парк Культуры               | пл. Киселёва, пр. Молодёжный | пос. Новое Доскино     |

- Маршрутное такси:
  - № т13 «Пл. Революции — мкр. Юг»
  - № т40 «Ул. Усилова — мкр. Юг»
  - № т44 «Ул. Космическая — Ул. Дружаева»
  - № т59 «ЖК „Торпедо“ — Красное сормово»
  - № т67 «метро „Стрелка“ — пр. Ленина — ул. Космическая»
  - № т75 «Ул. Дружаева — пос. Гавриловка»
  - № т97 «Ул. Богдановича — Мостоотряд»

#### Пригородные
| №   | Конечный пункт 2              |
| --- | ----------------------------- |
| 232 | 2-й микрорайон (г. Богородск) |
| 301 | пос. Гавриловка               |

### Трамвайные маршруты
| № | Пересадки                                          | Конечный пункт 1 | Следует по улицам | Конечный пункт 2 |
| - | -------------------------------------------------- | ---------------- | --- | ---------------- |
| 8 | Пролетарская Автозаводская Комсомольская Кировская | Улица Игарская   | ул. Новикова-Прибоя, ул. Переходникова, пр. Ленина, пл. Киселёва, ул. героя Смирнова, ул. Минеева, ул. Патриотов, ул. Ореховская, ул. Рельсовая | пос. Гнилицы     |

### Троллейбусные маршруты
| №  | Пересадки                                          | Конечный пункт 1 | Следует по улицам | Конечный пункт 2 |
| -- | -------------------------------------------------- | ---------------- | --- | ---------------- |
| 2  | Пролетарская Автозаводская Комсомольская Кировская | Улица Минеева    | ул. Лескова, пл. Киселёва, пр. Ленина, ул. Переходникова, ул. Дьяконова | Счастливая       |
| 12 | Пролетарская Автозаводская Комсомольская Кировская | «Пролетарская»   | пр. Ленина, пл. Киселёва, ул. Веденяпина, Южное шоссе, ул. А. Гайдара | Улица Патриотов  |
| 14 | Счастливая                                         | Улица Патриотов  | Ул. А. Гайдара, Южное шоссе, ул. Веденяпина, пл. Киселёва, пр. Октября, ул. Раевского, ул. Плотникова, ул. Краснодонцев, ул. Комсомольская (обратно — пр. Октября, пл. Киселёва, ул. Веденяпина, Южное шоссе, ул. А. Гайдара) | мкр. Соцгород-2  |

     маршрут работает только в будние дни в «часы-пик»

## Расписание
| станция     | первый поезд | последний поезд |
| ----------- | ------------ | --------------- |
| Горьковская | 05:31        | 00:10           |

## Путевое развитие
За станцией расположен двухпутный оборотный тупик.

## Перспективы
Планируется продление линии до станции «Луч» с пересадкой на третью линию метро.

## Галерея

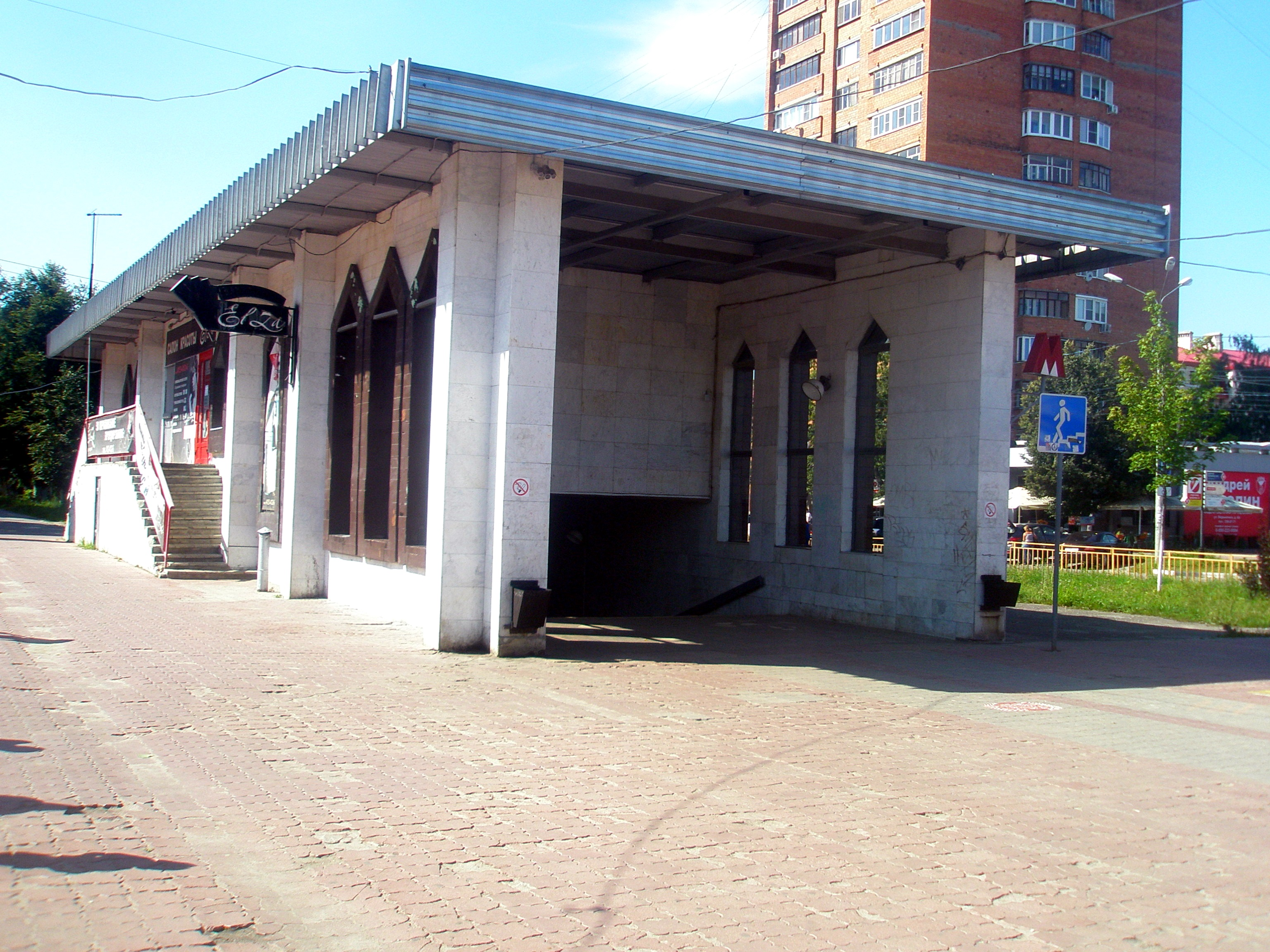
Вход на станцию (2015)
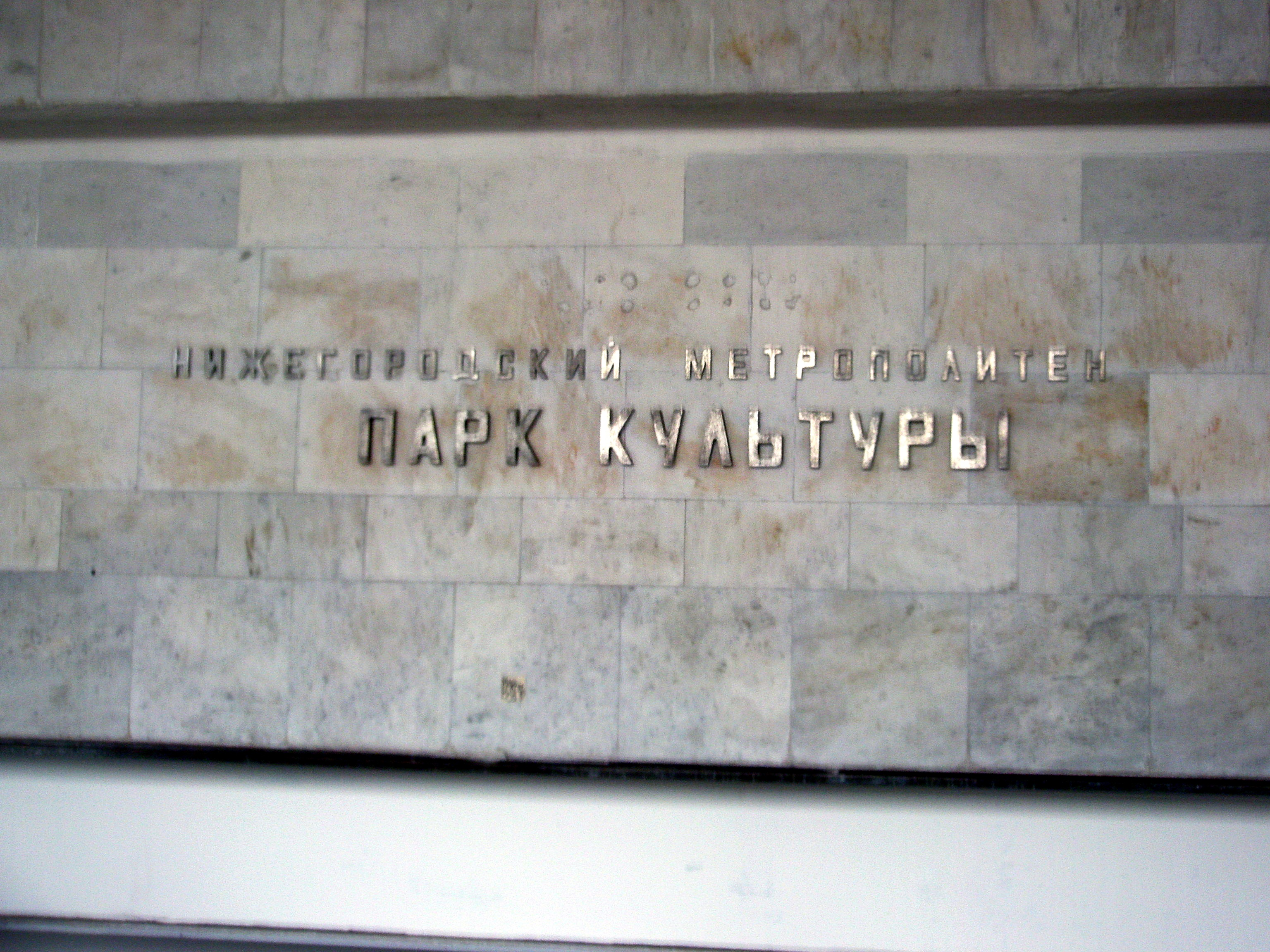
Название станции и метрополитена
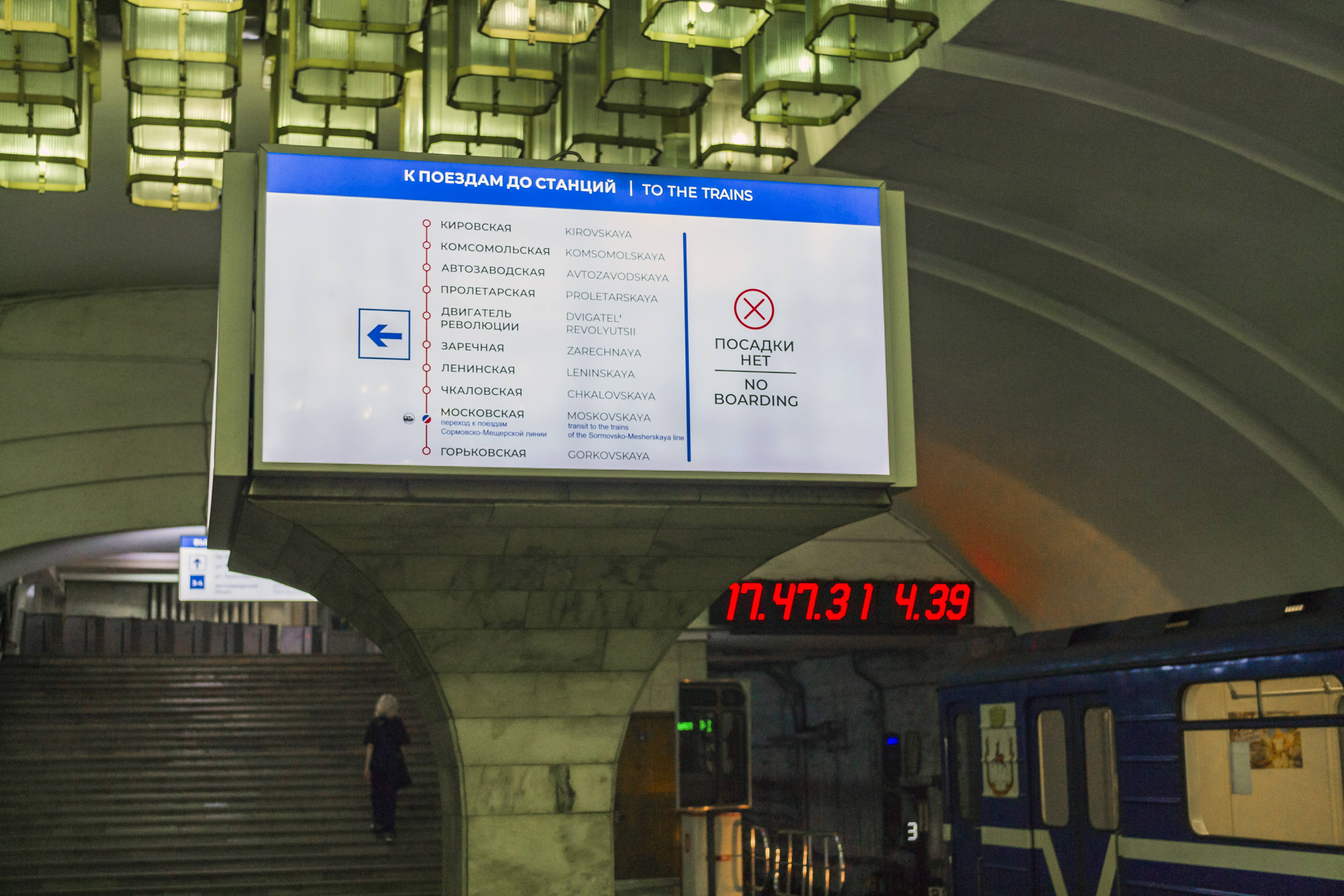
Указатель на станции
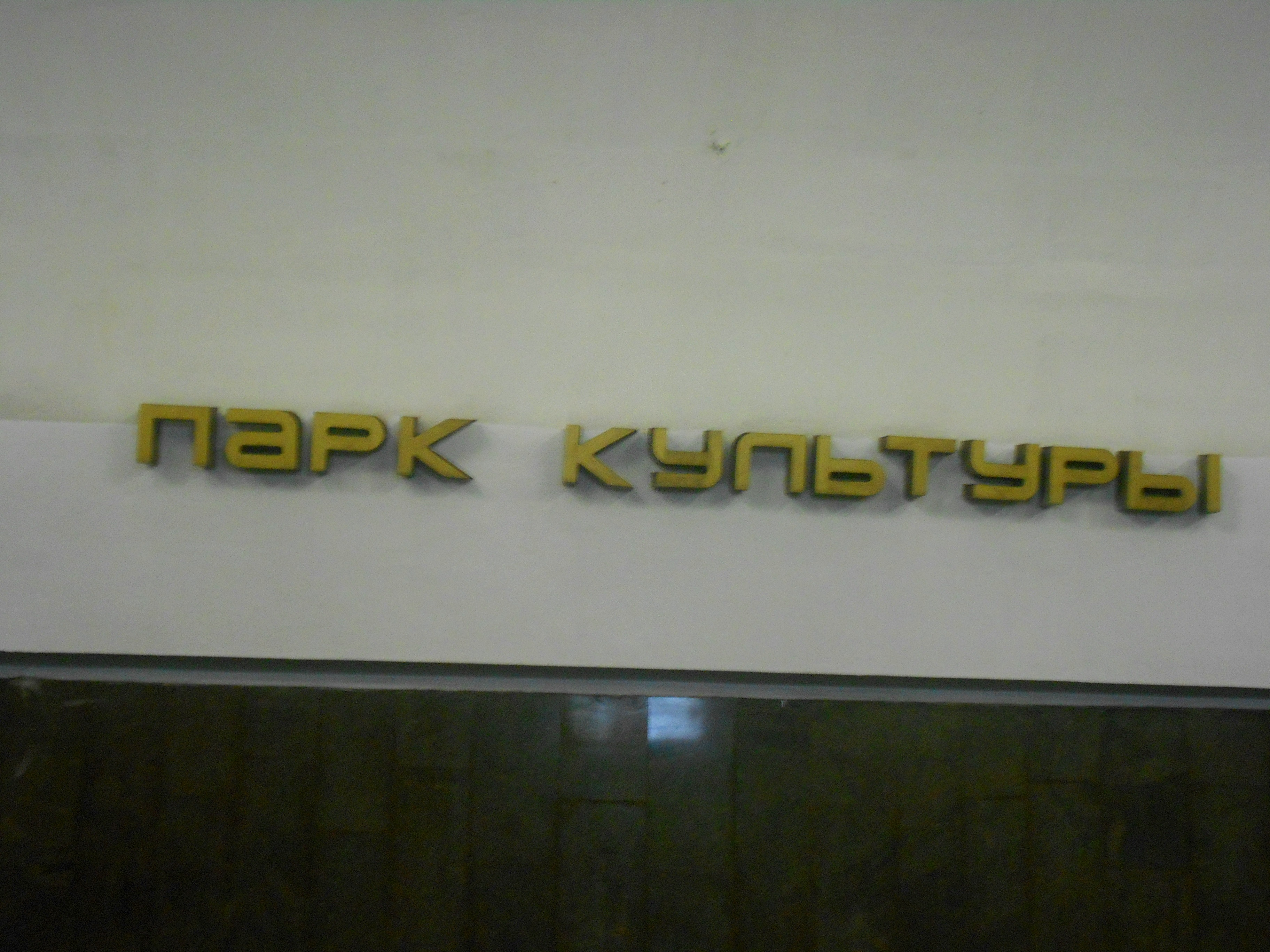
Название станции на путевой стене